# Közönséges hulmán

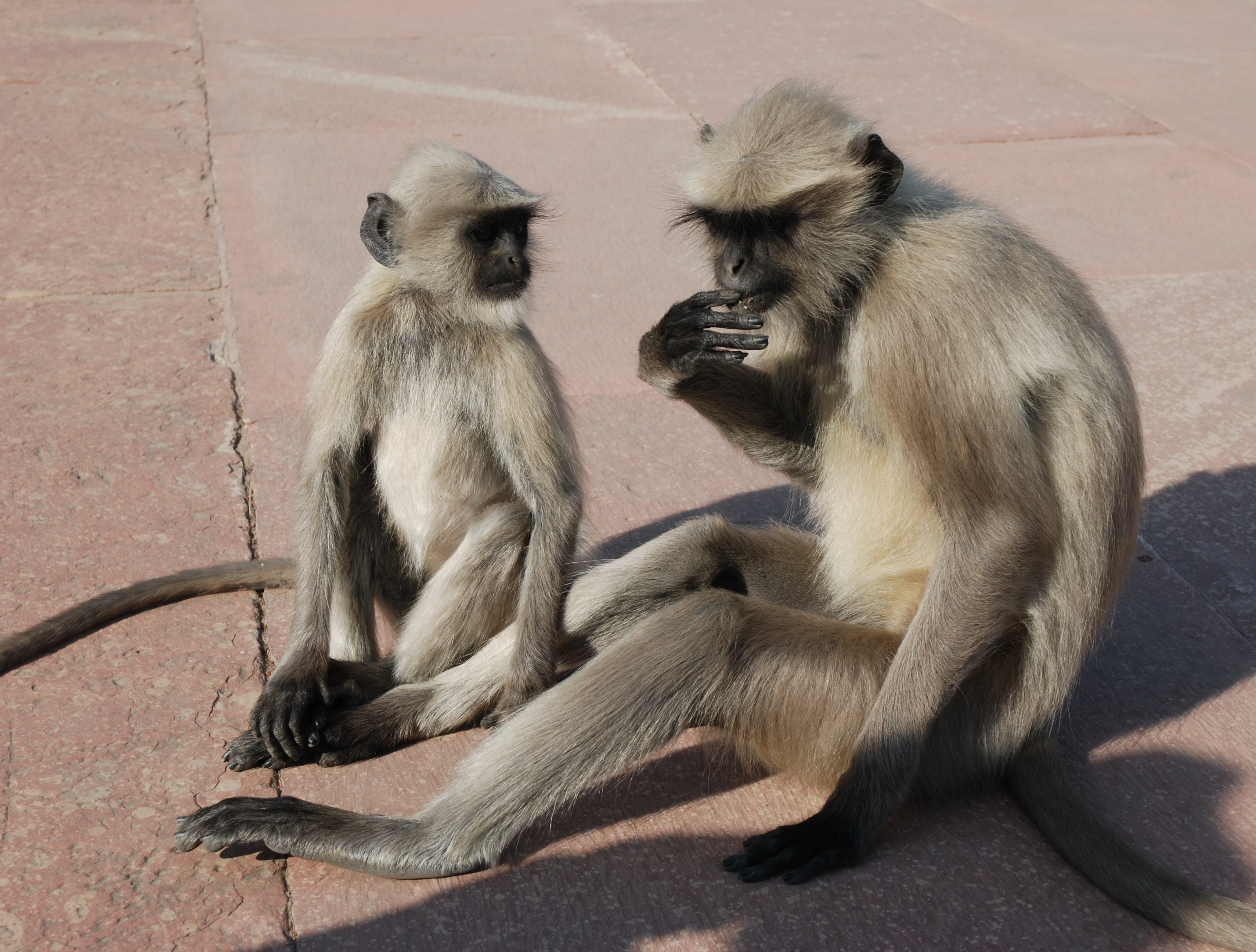

A közönséges hulmán (Semnopithecus entellus) karcsúmajomformák (Colobinae) alcsaládjába tartozó Semnopithecus (hulmán) nem leggyakoribb faja.

## Megjelenése
Bundája sárgásfehér; csupasz testrészei sötét ibolyaszínűek. Szemei fölött merev fekete szőrök nőnek. Homlokán, arca oldalán és állán fehér a szőr, és ettől markánsan elüt a kerek arc fekete szőrzete.
A fiatalok egészen sötétbarnák vagy akár feketék.
A felnőtt hím testhossza 78-80 centiméter, farokhossza 100 centiméter, tömege elérheti a 21 kg-ot. A nőstények kisebbek, testhosszuk 41-60 centiméter, farokhosszuk 70 centiméter, súlyuk 6-10 kilogramm.

## Elterjedése
A Semnopithecus nembe sorolt hulmánok elterjedési területébe beletartozik Pakisztán, India, Srí Lanka, továbbá Nepál, Banglades és Tibet déli része.
Ameddig az összes hulmánt egy fajnak vélték, addig mindezen területek beletartoztak az elterjedési területébe.
Később több alfaját leválasztották és külön fajként kezelik.
Így a közönséges hulmán elterjedési területe India keleti államaira (Ándhra Prades, Bihár, Cshattíszgarh, Dzshárkhand, Madhja Prades, Mahárástra, Orisza és Nyugat-Bengália szövetségi államokra), valamint Banglades egy szűk nyugati részére korlátozódik. Utóbbira feltehetően hindu hívők telepítették be.
Élőhelye változatos, a sivatagok szélétől a nedves esőerdőig és hegyi erdőig; a tengerszint magasságától akár 4000 méter fölé is felhatolhat.

## Alfajai
- Semnopithecus entellus thersites (Blyth, 1847)
- Semnopithecus entellus entellus (Dufresne, 1797)
- Semnopithecus entellus achates (Pocock, 1928)
- Semnopithecus entellus ajax (Pocock, 1928) – kasmíri hulmán néven külön fajként szerepel
- Semnopithecus entellus hector (Pocock, 1928) – Tarai-hulmán néven külön fajként szerepel
- Semnopithecus entellus hypoleucos (Blyth, 1841) – feketelábú hulmán néven külön fajként szerepel
- Semnopithecus entellus anchises (Blyth, 1844)
- Semnopithecus entellus priam (Blyth, 1844) – déli hulmán néven külön fajként szerepel
- Semnopithecus entellus dussumieri (Geoffroy, 1843) – Dussumier-hulmán néven külön fajként szerepel
- Semnopithecus entellus schistaceus (Hodgson, 1841) – a Himalájában, 2000 m fölött él; nepáli hulmán néven külön fajként szerepel.

## Életmódja

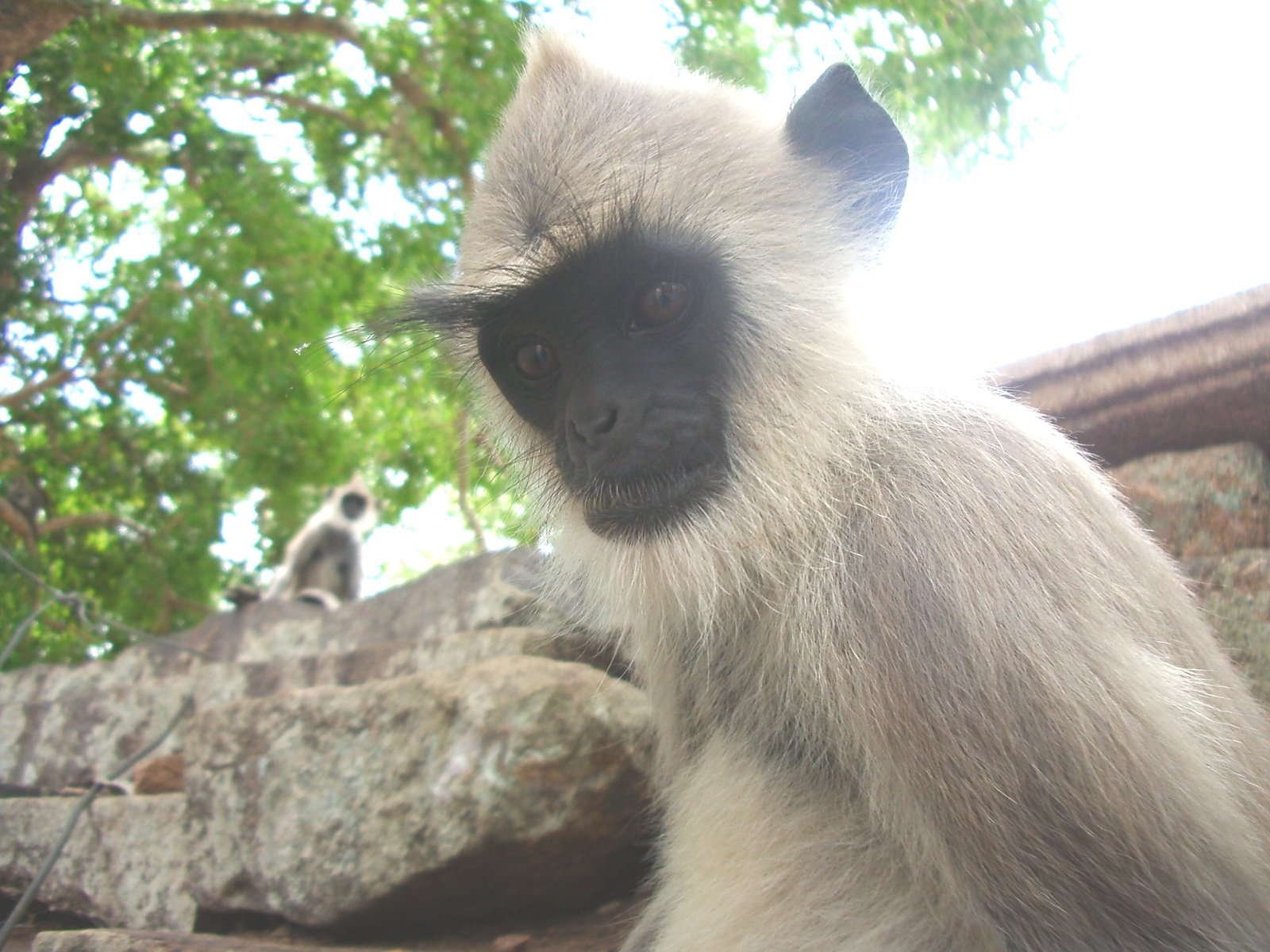
Portré

Jóllehet a közönséges hulmán többnyire erdőkben él, az elszórt fákkal tarkított területeken jól alkalmazkodott a talajon való élethez, ahol négy lábon közlekedik. Az ágak között különösen ügyes: vízszintesen 3-5 méter távolságra képes ugrani, és a mélyebben fekvő ágakat akár 13 méteres távolságból is eléri. Főként a reggeli és az esti órákban aktív, a déli pihenőt alvással tölti. Tápláléka csaknem kizárólag növényi eredetű: elsősorban leveleket, de virágokat, gyümölcsöket és gabonát is fogyaszt. 
A hulmánok csoportokban élnek, melyek a táplálék keresése közben naponta több kilométert tesznek meg. Revírjük akár 20 km2 területű is lehet, melynek „magjában" különösen szívesen tartózkodnak, de valódi territoriális magatartást nem mutatnak. Szociális struktúrájuk változatos, és az élőhelytől függ. Ha a táplálék bőségesen rendelkezésre áll, felnőtt nőstényekből és utódaikból, valamint több felnőtt hímből álló csoportok alakulnak ki. E csoportok 10-40 tagot számlálnak, átlagosan két nőstényre jut egy felnőtt hím. 
A szűkösebb táplálékbázisú vidékeken a heteroszexuális csoportokban csupán egyetlen felnőtt hímet találunk; ezeken kívül tisztán hímekből álló csoportok is kialakulnak. A csoportokon belül a szociális struktúra szilárd, ha a hímek egymás között már harccal felállították az egyértelmű hierarchikus sort. A nőstények között szintén kialakul rangsor, de ez nem annyira szigorú. A csoport vezetője és védelmezője mindig a domináns hím. Mindig fennáll azonban annak a lehetősége, hogy ezt az egyedet egy riválisa megfosztja trónjától, vagy pedig egy fiatalabb hím néhány nőstényt leszakítva saját csoportot alakít. 
Ha a csoport vezetőjét legyőzi egy idegen hím, előfordul, hogy ez utóbbi megöli a csoport szopós állatait. Ilyenkor a nőstények két héten belül ismét fogamzóképessé válnak, az új hím meg tudja őket termékenyíteni, és így saját utódokról gondoskodhat. A territóriumvezető hím azonban olyan morális visszatartó erőt jelent csoportja élén, hogy a közel azonos erejű behatolónak jószerével nincsen esélye; egy erős hím tehát hosszú ideig lehet a csoport vezetője.

## Szaporodása

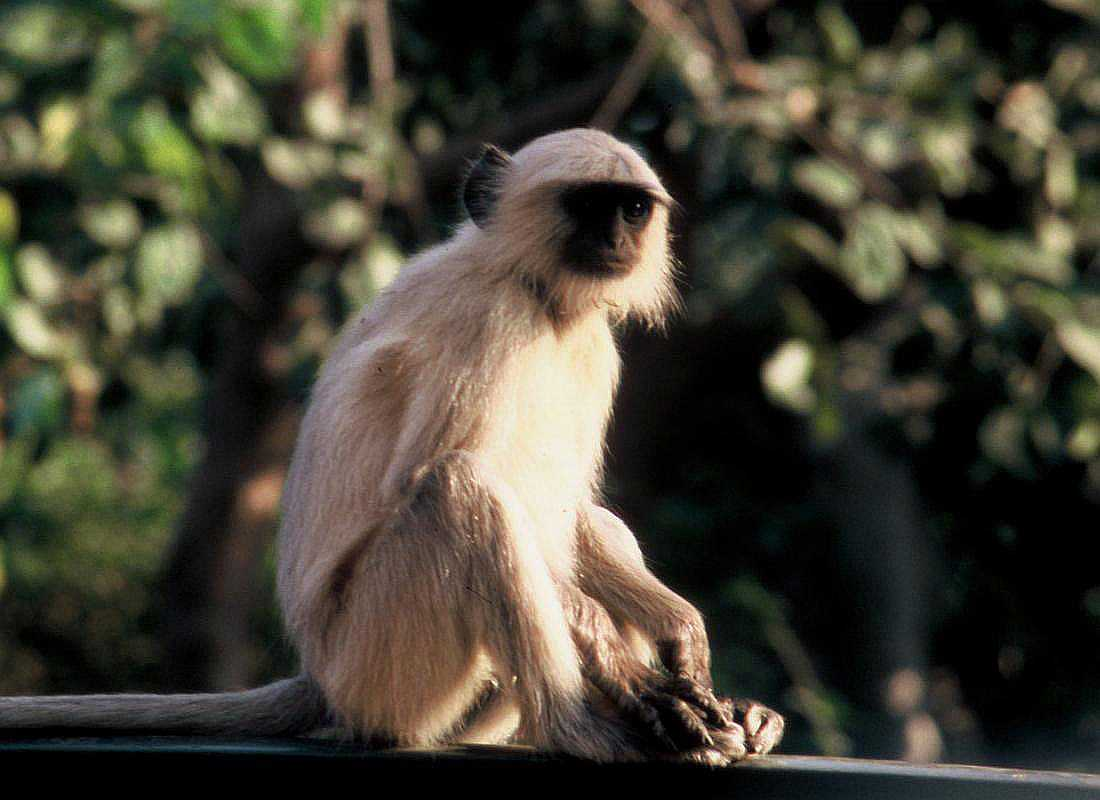

Vemhességi ideje 190-210 nap, a megszületett egy, esetleg kettő kölyök 10-12 hónapig szopik; a nőstények 3-4, a hímek 6-7 éves korukban válnak ivaréretté.

## Természetvédelmi helyzete
Habár a hulmán a hinduk szemében szent állatnak számít, és ezért Indiában különösen széles körben elterjedt, élőhelyének pusztulása miatt egyre inkább visszaszorul. Az éhező nép is egyre kevésbé tűri el a földeken és kertekben garázdálkodó állatokat, így a faj egyedszáma Indiában időközben nagyjából 200 ezerre csökkent.

## Egyéb

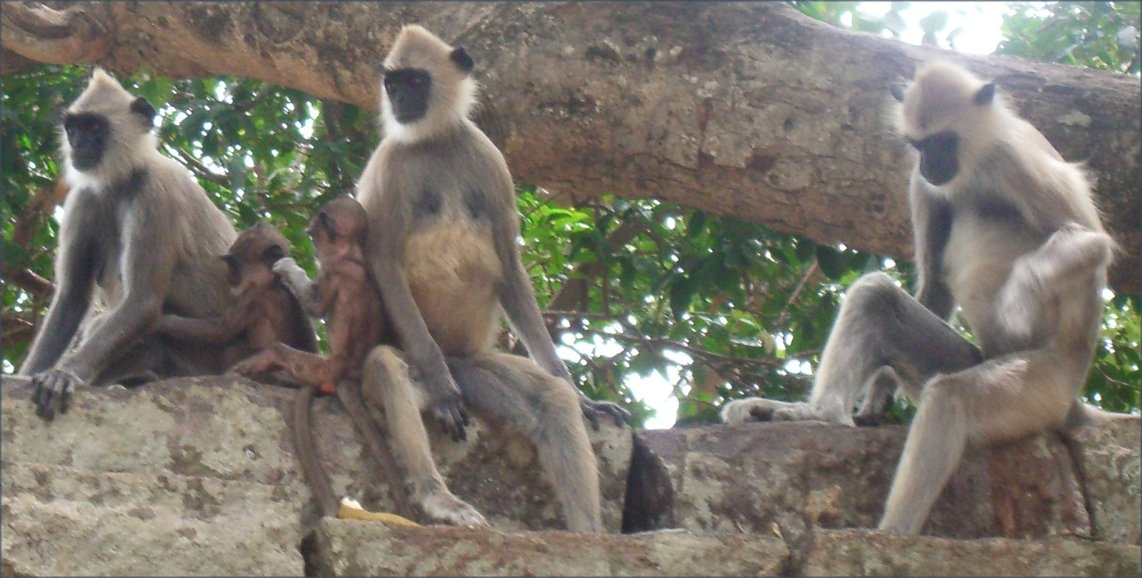

Állatkertekben az ázsiai karcsúmajomfajok közül ezt a fajt tartják leginkább.
Magyarországon egy helyen tartják, a Nyíregyházi Állatparkban él egy kis csapata.

## Szerepe a kultúrában
- A hinduk szent állatnak tartják; hulmánként ábrázolják Hanumánt, a majomkirályt.
- Hulmánok ("szürke majmok") Kipling majmai A dzsungel könyvében (Bender-log, a majmok népe).